# Свято-Ильинский храм (Ильинское)
Свято-Ильинский храм — православный храм в деревне Ильинское в Тульской области. Памятник архитектуры середины XIX века.

## История
Строительство Храма Святого Илии Пророка началось в 1820 году по инициативе помещиков Лихарева и Колычева. Оригинальный по архитектуре храм в стиле классицизма. Ротондальная двухэтажная постройка, увенчанная небольшим куполом, переходом связанная с колокольней под шпилем. В 1848 году на деньги помещика С. А. Волконского была установлена каменная колокольня. При храме была открыта школа, а приход насчитывал более 1500 человек. В храме два престола: нижний, освященный во имя Святого Пророка Илии в 1832 году, и верхний — во имя мученицы Надежды (1857 год).
В советский период церковь была закрыта (в 30-х годах XX века), а её здание использовалось совхозом «Жемчужина» в качестве столовой.
27 июня 2013 году были получены благословение на восстановление храма от Белевской епархии и необходимые разрешительные документы от Министерства культуры Тульской области.
Жители деревни Ильинское провели собрание по организации прихода, после которого была зарегистрирована организация «Местная религиозная организация православный Приход Свято-Ильинского храма д. Ильинское Одоевского района Тульской области Белевской Епархии Русской Православной Церкви (Московский Патриархат)». Главой организации был избран протоиерей Александр Адамович Данюк, старостой храма — Белоусов Максим Владимирович. 30 сентября состоялся первый молебен в отреставрированном храме. В конце 2013 года был открыт официальный сайт храма.